# Anheteromeyenia
Anheteromeyenia is een geslacht van sponsdieren uit de klasse van de Demospongiae (gewone sponzen).

## Soorten
- Anheteromeyenia argyrosperma (Potts, 1880)
- Anheteromeyenia cheguevarai Manconi & Pronzato, 2005
- Anheteromeyenia ornata (Bonetto & Ezcurra de Drago, 1970)
- Anheteromeyenia vitrea Buso & Volkmer-Ribeiro, 2012